# HF-24 (航空機)
HF-24 マルート
バンガロールの博物館で展示されるHF-24マルート
- 用途：戦闘爆撃機
- 設計者：クルト・タンク
- 製造者：ヒンドスタン航空機
- 運用者： インド（インド空軍）
- 初飛行：1961年6月17日
- 生産数：147機
- 運用開始：1960年代
- 退役：1985年
- 運用状況：退役

HF-24は、インドのヒンドスタン社が開発した超音速戦闘爆撃機。愛称はマルート（Marut；インド神話に登場する風の精）。1961年6月17日に初飛行した。

## 概要
インドでは1950年代になってにわかにジェット戦闘機開発の気運が盛り上がり、有名なドイツの設計者クルト・タンクを招聘して1956年から超音速戦闘機マルートの開発を開始した。マルートは1961年6月17日に初飛行したが、2基装備したイギリス製オーフュースエンジンは明らかに出力不足で、計画したマッハ2には遠く及ばず、マッハ1をやっと超える程度だった。
インド当局はHA 300用に開発されたエジプト（当時はアラブ連合共和国）製のエンジンのブランドナー E-300に換装したMk.2を計画したが、こちらはエンジン開発の目処が立たなくなり、頓挫してしまった。
その後も改修作業は進められたが、インドの核兵器保有と国際社会からの制裁によって外国からの技術導入が困難となり、当時のインドの工業力では自力開発を行うよりもソ連製の軍用機を購入・運用する方が合理的であると判断された。それ以後、開発は事実上放棄されて主力戦闘機はMiG-23に置き換えられるかたちとなった。最終的な生産機数は147機（複座練習機18機を含む）である。1985年に全機退役した。
主翼は後退角の付いた低翼構造。エンジンは双発で後部胴体に並列配置。前部胴体側面にショックコーンの付いたエアインテークがある。機首は尖っているが金属光沢があり、レドームではないと思われる。当時アメリカで公開されたばかりのエリアルール理論が適用されており、胴体には「くびれ」を持たせている。工場を見学に訪れた当時のネルー首相が、機体のくびれが気になって質問した所、タンク自身が「コカ・コーラ型とも呼ばれる最新の設計です」と解説したという逸話がある。

## 運用
マルートは1968年から部隊へ配備され、1971年のバングラデシュ独立戦争で実戦投入された。本機はその搭載兵器を生かして対地攻撃に威力を発揮した。空中戦で喪失した機体は無かったが、地上からの対空砲火によって4機、さらに地上において2機の計6機が失われている。

## 派生型
HF-24Mk.1
初期生産型。
HF-24Mk.1T
練習機型。
HF-24Mk.1R
アフターバーナー装備計画型。
HF-24Mk.2
エンジン換装計画型。
HF-24Mk.3
エンジン換装計画型。

## スペック
（性能はMk.2の計画値）
- 全幅：9.01m
- 全長：15.87m
- 全高：4.0m
- 翼面積：25.50m2
- 自重：6,130kg

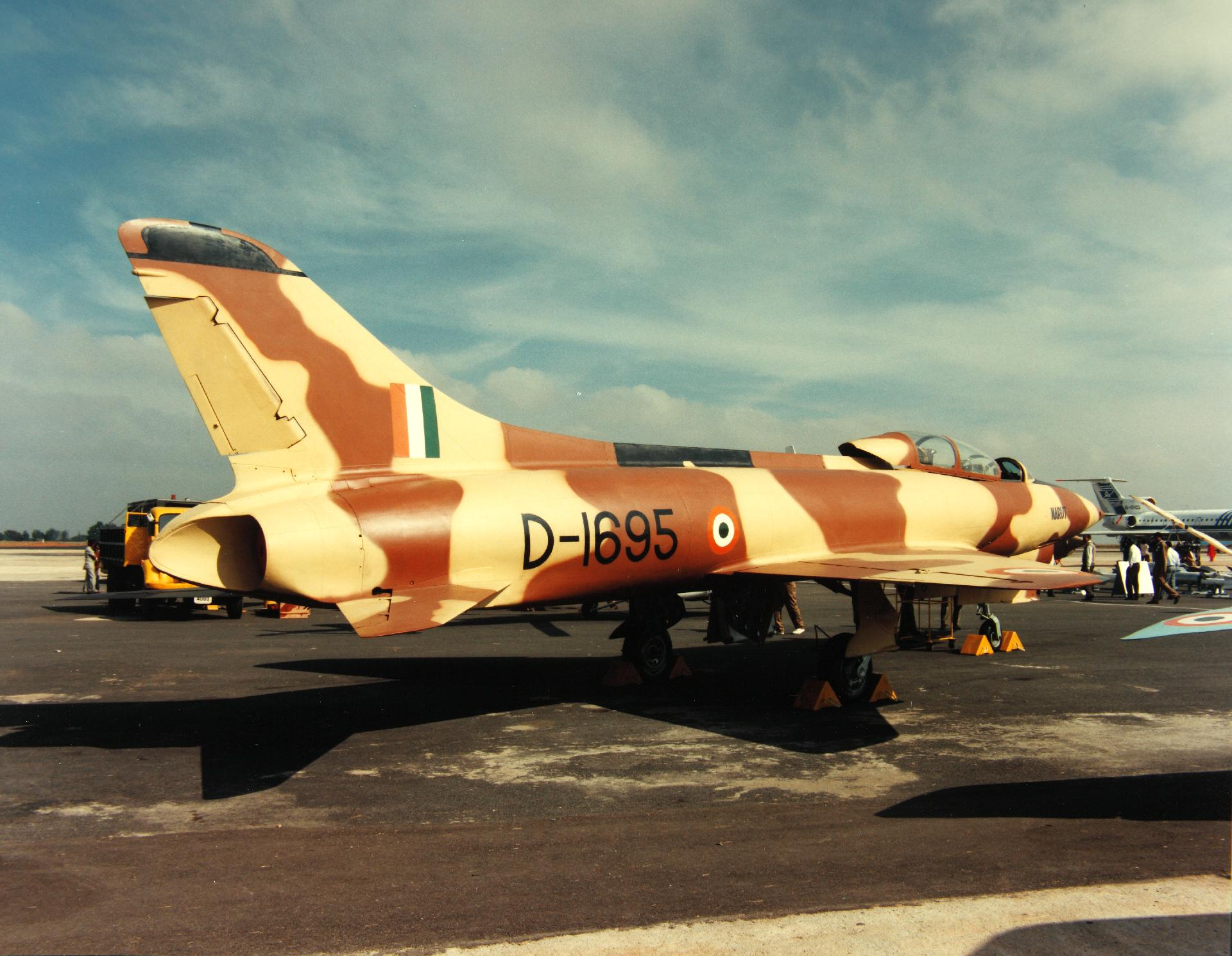
HF-24後方より

- 総重量：8,790kg（最大）11,000kg
- エンジン：ブランドナー E-300 ターボジェットエンジン（推力3,400kg）2基（試作機および量産型ではブリストル・シドレー オーフュース 2基）
- 最大速度：マッハ1.7
- 実用上昇限度：18,500m
- 戦闘行動半径：740km
- 固定武装：ADEN 30mm機関砲×4門(各120発)
- 搭載武装：マトラ68mmロケット弾50連装SNEBロケット弾ポッド×4基、HSLD-450汎用爆弾×4発またはHSLD-450精密誘導爆弾×4発
- 乗員：1名（生産型は複座となるとも言われていた。）